# Didi Chanczali
Didi Chanczali (gruz. დიდი ხანჩალი) – wieś w Gruzji, w regionie Samcche-Dżawachetia, w gminie Ninocminda. W 2014 roku liczyła 1233 mieszkańców.